# Prestmoen
Prestemoen est une localité norvégienne de la commune de Stjørdal dans le Trøndelag.
La localité, d'une superficie de 0,27 km2, compte 289 habitants au 1er janvier 2012. Elle se situe à deux kilomètres à l'est de l'aéroport de Trondheim et à cinq kilomètres à l'est de la localité de Hell. Prestemoen est souvent considérée comme faisant partie de Stjørdalshalsen.